# Втрати 80-ї окремої мотострілецької бригади (РФ)
У статті наведено подробиці поіменних втрат 80-ї окремої мотострілецької бригади Збройних сил РФ у різних військових конфліктах.

## Російсько-українська війна
| п/п | Прізвище, ім'я, по батькові                                           | Звання            | Дата народження | Дата смерті |
| --- | --------------------------------------------------------------------- | ----------------- | --------------- | ----------- |
| 1   | Грудов Роман Олексійович (рос. Грудов Роман Алексеевич)               | сержант           | 29.06.1992      | 08.03.2022  |
| 2   | Єгжов Сергій Олександрович (рос. Егжов Сергей Александрович)          | сержант           |                 | 08.03.2022  |
| 3   | Шохін Віктор Сергійович (рос. Шохин Виктор Сергеевич)                 | сержант           | 04.07.1994      | 08.03.2022  |
| 4.  | Саїдов Саїд Магомедович (рос. Саидов Саид Магомедович)                | єфрейтор          | 27.09.1992      | 27.05.2022  |
| 5.  | Григор'єв Дмитро Олександрович (рос. Григорьев Дмитрий Александрович) | рядовий           | 03.10.1983      | 28.06.2022  |
| 6.  | Фісунов Павло Аркадійович (рос. Фисунов Павел Аркадьевич)             | капітан           | 12.07.1979      | 03.07.2022  |
| 7.  | Кисельов Віталій Сергійович (рос. Киселев Виталий Сергеевич)          | рядовий           | 03.05.2001      | 27.09.2022  |
| 8.  | Євдокимов Павло Ігорович (рос. Евдокимов Павел Игоревич)              |                   | 30.12.1999      | 02.10.2022  |
| 9.  | Долгов Андрій Миколайович (рос. Долгов Андрей Николаевич)             | єфрейтор          | 26.09.2000      | 02.10.2022  |
| 10. | Голядкін Сергій Сергійович (рос. Голядкин Сергей Сергеевич)           |                   | 28.05.1994      | 07.10.2022  |
| 11. | Кабанов Іван В'ячеславович (рос. Кабанов Иван Вячеславович)           | старший лейтенант | 22.10.1996      | 15.10.2022  |
| 12. | Магомедов Ісрафіл Летифович (рос. Магомедов Исрафил Летифович)        | капітан           | 20.12.1981      | 15.10.2022  |
| 13. | Моряков Сергій Сергійович (рос. Моряков Сергей Сергеевич)             | молодший сержант  | 30.06.1992      | 15.10.2022  |
| 14. | Войтович Роман Анатолійович (рос. Войтович Роман Анатольевич)         | сержант           | 14.05.1980      | 15.10.2022  |
| 15. | Слободін Юрій Ігорович (рос. Слободин Юрий Игоревич)                  | молодший сержант  | 16.12.1995      | 17.10.2022  |
| 16. | Васильченко Денис Сергійович (рос. Васильченко Денис Сергеевич)       | старший прапорщик | 25.11.1978      | 19.10.2022  |
| 17. | Воєводкін Олексій Русланович (рос. Воеводкин Алексей Русланович)      | єфрейтор          | 31.10.1995      | 19.10.2022  |
| 18. | Алєксєєв Сергій Віталійович (рос. Алексеев Сергей Витальевич)         | рядовий           | 05.08.2000      | 19.10.2022  |
| 19. | Бурлака В'ячеслав Євгенович (рос. Бурлака Вячеслав Евгеньевич)        | сержант           | 24.11.1987      | 23.12.2022  |
| 20. | Вігерін Дмитро Сергійович (рос. Вигерин Дмитрий Сергеевич)            | старший лейтенант | 22.07.1996      | 30.07.2023  |
| 21. | Гамаюнов Єгор Олексійович (рос. Гамаюнов Егор Алексеевич)             | лейтенант         | 20.05.2000      | 24.09.2023  |